# ミス仙台
ミス仙台（ミスせんだい）は、宮城県仙台市の新民謡（ご当地ソング）として、1936年（昭和11年）に西條八十が作詞し、古関裕而が作曲した流行歌。通称「仙台小唄」。
歌い出しの「森の都の花乙女」により、仙台の雅称「杜の都」を世に広めた。
仙台において二葉あき子（当時21歳）の歌唱でヒットし、戦中・戦後は青春の歌として会合や酒宴で出席者が一緒に歌う愛唱歌となった。高度経済成長期には支店経済都市となった仙台に異動してきた転勤族らにも（二代目）コロムビア・ローズ（当時18歳）の歌唱で親しまれた。安定成長期に入ると島倉千代子（当時36歳）の歌唱で「七夕おどり」と共に盆踊り曲としても浸透した。誕生から約80年が経ち、歌詞に描かれた仙台と現在の仙台との間にズレが生じているが、仙台七夕のBGMの定番として今も親しまれている。

## 概要
1930年代半ば当時の仙台の四季の様子を織り交ぜながら、恋の思い出を表現した新民謡の流行歌であり、歌詞は七五調（繰り返される「仙臺、仙臺、なつかしや」は八・五で字余り）、曲は4分の4拍子、変ロ長調のヨナ抜き音階（日本民謡の長調でみられる五音音階）で作られている。
1936年（昭和11年）、二葉あき子（当時21歳）の歌唱で初めて発売。当時のシングルは電気録音やシェラック製の78回転SPレコードがデファクトスタンダードになっていたため、『ミス仙台』は10インチSPレコードの片面のほぼ最大録音時間である3分30秒の演奏時間だった。伴奏では、1小節に8つの8分音符のうち、表打ちとなる4つの下拍（ダウンビート）には単音のベースライン、裏打ちとなる4つの上拍（アップビート）には和音が配され、軽快なリズムとなっている。また、間奏でのソロや助奏が管楽器になっている。
二葉はデビューしてからヒット曲に恵まれないまま、17作目に『ミス仙台』を発売した。そんな無名歌手の曲ながら、『ミス仙台』は仙台市や宮城県でヒットした。そのため、『ミス仙台』の曲をそのままに、西條が新たに作詞した「乙女十九」が作られ、やや速いテンポで二葉が歌い（演奏時間：3分22秒）、『ミス仙台』の発売から半年後の1937年（昭和12年）1月に発売された。これが二葉にとって初の全国ヒットとなった。なお、『ミス仙台』の替え歌の「水府望郷歌」（水戸小唄）が、（旧制）水戸高等学校時代から茨城大学で歌い継がれている。
1941年（昭和16年）12月8日に太平洋戦争が始まると、レコードの原料のシェラックが不足するようになり、『ミス仙台』は1943年（昭和18年）3月に廃盤となった。また、戒厳下の東京で制作され、検閲（参照）も受けて発売された『ミス仙台』だったが、敵性語が含まれていたため、戦時中から戦後占領期までは「仙台小唄」との通称でも呼ばれたとされる。しかし占領期も終わりに近付き、原盤を用いて1951年（昭和26年）1月に『ミス仙台』が再び発売されると、通称は廃れた。
高度経済成長期の1962年（昭和37年）11月には（二代目）コロムビア・ローズ（当時18歳）が、オイルショックによる狂乱物価最中の1974年（昭和49年）7月には島倉千代子（当時36歳）が『ミス仙台』をカバーして発売した。島倉のバージョンでは、二葉のオリジナルと比べてテンポが遅く、歌い方もこぶしを多用する演歌風になっている。また、伴奏では裏打ちとなる4つの上拍（アップビート）が強調されず、間奏でのソロや助奏も木琴に替わっている。なお、当時のシングルはビニール製の45回転ドーナツ盤（片面の最大録音時間は5分〜8分）がデファクトスタンダードになっていたため、演奏時間が3分46秒の島倉のバージョンでも収録可能だった（2004年3月31日発売の島倉の全集CDにおける演奏時間は3分54秒）。
その後、1979年（昭和54年）にすがいかよ、2005年（平成17年）に美波京子、2013年（平成25年）に綾華といった地元にゆかりがある歌手がカバーしている。

## ご当地ソング
『ミス仙台』は流行歌の一分野である新民謡、すなわち現在で言うご当地ソングであるが、後に「さんさ時雨と並ぶご当地ソング」とも言われるほど広く受け入れられた。地元でのヒットの過程には、当時の最先端のマスメディアであり、宮城県では1928年（昭和3年）に放送が始まったラジオの影響はあまりなかったとされる。
市民や県民は『ミス仙台』を、手にしたレコードや楽器店から街に流れる音色を聴いて親しんだり、新聞広告に見られるように合唱で親しんだりしたようである。仙台市出身や宮城県出身ではない者が少なからずおり、数年しか仙台に住まないような芸者や学生（旧制二高や東北帝国大学等）もみんな歌えたとのことであり、酒宴で歌われることも多かったと見られる。
二葉あき子の1936年（昭和11年）の初版B面は「躍進宮城」という新民謡だったが、戦後の1951年（昭和26年）の再発盤B面は、多人数で歌うことを前提とした音頭という形式の歌「宮城音頭」となった。すなわち『ミス仙台』は、当初考えられた鑑賞や合唱から、会合や酒宴で出席者が一緒に歌う曲へと既に変化していると発売元も認識していたと考えられる。1962年（昭和37年）にも（二代目）コロムビア・ローズが歌う『ミス仙台』が発売されるが、B面は二葉の再発盤と同様に「宮城音頭」だった。レコードプレーヤーが一般家庭にも広まった高度経済成長期、支店経済都市となった仙台で勤務した転勤族らにより、仙台のご当地ソングとして『ミス仙台』は全国に広められた。
同1962年（昭和37年）、仙台七夕祭り協賛会、河北新報社（仙台市）、東北放送（仙台市）が協賛した「七夕おどり」が島倉千代子の歌唱で発売された。同シングルの歌詞カードにはA面用の振付のほか、B面用にフォーク・ダンス振付が載っていた。同曲は仙台七夕に因むご当地ソングとして急速に地元で普及するが、その一方で盆踊りの曲としても地元で広く使用された。1974年（昭和49年）、島倉が歌う『ミス仙台』（B面：七夕おどり）が発売されるが、歌詞カードには『ミス仙台』の振付が写真入りで説明されていた。このような歌と踊りをセットにしたプロモーションによって、島倉が歌う『ミス仙台』は「七夕おどり」とともに、昭和40年代から急速に拡大した郊外住宅地（ベッドタウン）などで新住民同士の交流のため盛んに行われた、地域の夏祭りにおける盆踊り用の曲として改めて浸透していった。以上のような町内会や小学校学区ごとに網羅的に行われた夏の体験により、市民・県民は『ミス仙台』を島倉の曲だと認識するように変化した。
1978年（昭和53年）5月5日にさとう宗幸が歌う「青葉城恋唄」が発売されるが、6月12日に宮城県沖地震が発生すると、被災地に住むさとうの同曲は注目を集め、全国的なミリオンヒットとなった。これ以降、仙台のご当地ソングの地位は、『ミス仙台』（新民謡/演歌）から「青葉城恋唄」（フォークソング）に取って代わられてしまった。また、協賛会や地元有力マスメディアが推す「七夕おどり」が、仙台七夕を象徴する曲として定着した。さらに、歌詞の内容が現代の仙台とズレがあって分かり辛いこと、会合や酒宴で出席者が一緒にご当地ソングを歌う習慣の衰退、少子化に伴う地域の夏祭りの衰退なども重なり、地元でも『ミス仙台』を知らない人が多くなった。それでも島倉のシングルのB面「七夕おどり」とともに、仙台七夕のイメージが付いたため、現在でも仙台七夕まつりにおけるBGMの定番ソングの1つとして、期間中は街のあちこちで（主に島倉の）『ミス仙台』を耳にすることが出来る。

## 年表

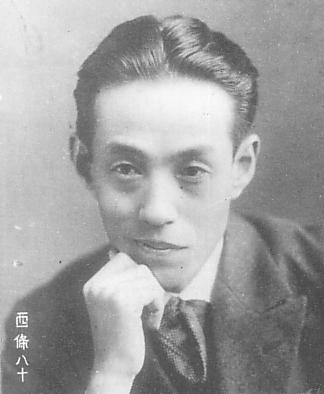
西條八十（作詞）

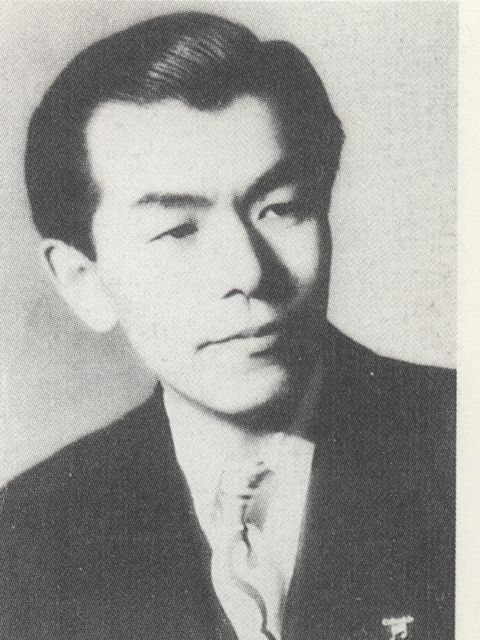
古関裕而（作曲）

- 1909年（明治42年） - 仙台が「森の都」と記された文献的初出年（2008年時点）[12]。
- 1916年（大正5年） - 仙台が「杜の都」と記された文献的初出年（2008年時点）[12]。
- 1926年（大正15年）
  - 8月6日 - 市中心部の各商店街が協力して「七夕祭連合大売出し」を実施したところ大盛況となり、「商店街七夕」というフォーマットが生まれた。
  - 11月25日 - 仙台市電開業。
- 1928年（昭和3年）
  - 東北産業博覧会に関連して「第1回全市七夕飾りコンクール」が実施されると、各商店間の競争から七夕飾りが豪華絢爛となり、以後、仙台七夕が仙台を代表する祭へと発展していった。
  - 4月1日 - 仙台市が名取郡長町、宮城郡原町の両町、および、宮城郡七郷村南小泉を編入合併した[13]。合併は市制施行後初。
  - 6月16日 - 県内初のラジオ放送局である社団法人日本放送協会仙台放送局（NHK仙台放送局）が開局し、本放送を開始。
- 1930年（昭和5年） - 翌年に仙台市に編入合併予定となった七北田村荒巻地区の栴檀中学校（現・東北福祉大学国見キャンパス）南側一帯において、耕地整理法に基いて、荒巻耕地整理組合が宅地造成を目的とする仙台市内初の土地区画整理事業を施行[14]。同地は1933年（昭和8年）頃に「長者荘」と命名され、仙台市街地や遠く太平洋を見渡せる高級住宅街とみなされた[15]。
- 1931年（昭和6年）
  - 和歌吉歌が歌う「仙台小唄」（作詞：島川観水、作曲：大村能章）がタイヘイレコードから発売。
  - 4月1日 - 仙台市が宮城郡七北田村の一部（荒巻・北根）を編入合併した[13]。
- 1932年（昭和7年） - 藤崎百貨店が東一番丁に開店。
- 1933年（昭和8年） - 三越百貨店仙台支店が東一番丁に開店。盛り場的な東一番丁が市内随一の商店街へと変貌していった。
- 1934年（昭和9年）8月1日 - 出版法改正に伴い、内務省警保局によるレコード検閲制度開始[16]
- 1935年（昭和10年）1月 - 松平晃が歌う「仙台小唄」（作詞：高橋掬太郎、作曲：貝塚晴美）がコロンビアから宮城県向けに発売。片面は音丸が歌う「宮城よいとこ」（作詞・作曲は仙台小唄と同じ）。

- 1936年（昭和11年）

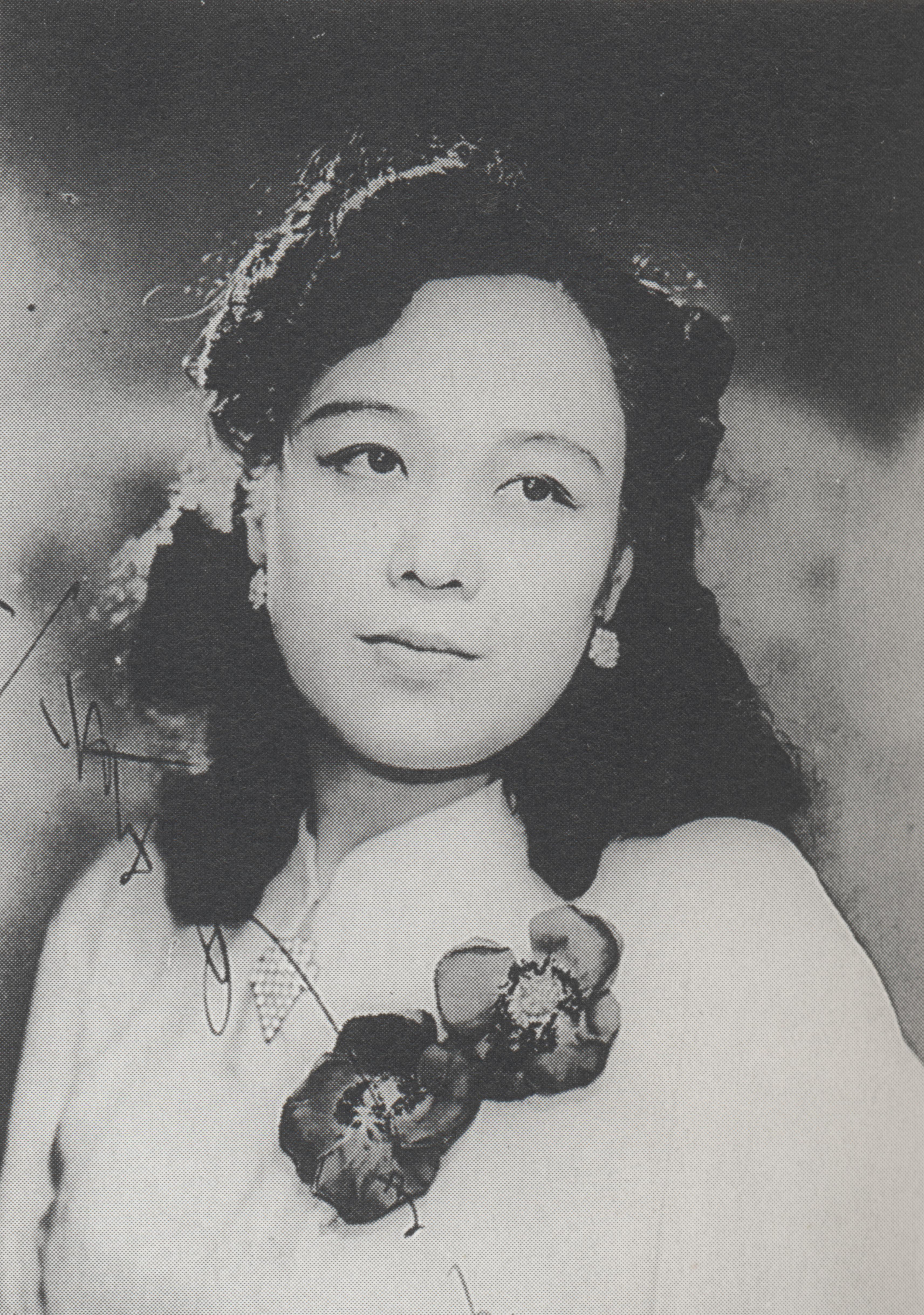
二葉あき子（オリジナル盤歌唱）

  - 2月9日 - 仙台管区気象台にて41cmの最深積雪が観測された（観測史上：1位）。
  - 2月26日 - 二・二六事件発生。
  - 2月27日 - 東京を対象地域として、緊急勅令に基く行政戒厳が宣告された。
  - 6月6日 - （株）日本蓄音器商会のレーベル「コロムビア」が、東京府東京市麹町区（現・東京都千代田区）内幸町の東拓ビルにある日本コロムビア東京事務所スタジオにて『ミス仙台』を録音。西條八十（当時44歳）が作詞し、古関裕而（27歳）が作曲し、奥山貞吉（49歳）が編曲して、コロムビア・オーケストラの伴奏で二葉あき子（21歳）が歌った。発売前に検閲を受けた。
  - 7月1日 - 仙台圏の楽器店で二葉あき子が歌う『ミス仙台』が先行発売。価格は1円50銭。歌詞カード上の表記は「森の都」[17]。
  - 7月3日 - 河北新報の朝刊社会面に3段幅13cmの新聞広告が掲載された[※ 12]。
  - 7月16日 - 東京の行政戒厳が解除。
  - 8月 - 二葉あき子が歌う『ミス仙台』が宮城県内や東北地方の楽器店でも発売開始。
  - 8月6日・7日 - 仙台七夕まつり
  - 8月20日 - 二葉あき子が歌う『ミス仙台』が全国向け定期新譜に掲載され、全国発売開始。
- 1937年（昭和12年）
  - 1月 - 二葉あき子が歌う「乙女十九」が全国発売。同曲は『ミス仙台』に西條八十が別の歌詞をつけ、改題して、二葉あき子が改めて録音したもの。
  - 7月7日 - 盧溝橋事件が発生し、支那事変（日中戦争）が進行。
- 1941年（昭和16年）12月8日 - 太平洋戦争開戦。
- 1942年（昭和17年）8月24日 - （株）日本蓄音器商会が、商号を日蓄工業株式会社に変更し、同時にレーベル名も「コロムビア」から「ニッチク」に改称した[18]。
- 1943年（昭和18年）3月 - 二葉あき子が歌う『ミス仙台』が廃盤になる。
- 1945年（昭和20年）
  - 3月頃 - 「ニッチク」がレコードの生産を中止[18]。
  - 7月10日 - 仙台空襲
  - 8月15日 - 終戦
  - 10月 - 日蓄工業がレーベル名を「ニッチク」から「コロムビア」に復してレコード生産再開[18]。
- 1946年（昭和21年）4月1日 - 日蓄工業株式会社が、商号を日本コロムビア株式会社に変更[18]。
- 1951年（昭和26年）1月 - 1936年（昭和11年）に録音された原盤を用いて、二葉あき子が歌う『ミス仙台』が再発売された。

- 1962年（昭和37年）
  - 7月5日 - 島倉千代子（当時24歳）が歌う「七夕おどり」が発売。仙台七夕祭り協賛会、（株）河北新報社、東北放送（株）協賛。B面は「七夕おどり（フォーク・ダンス）」。
  - 11月 - （二代目）コロムビア・ローズ（当時18歳）が歌う『ミス仙台』が発売。歌詞カード上の表記は「森の都」[3]。
  - 宮城郡泉町（現・仙台市泉区）の国道4号（旧奥州街道、現県道仙台泉線）沿いに造成された、同町初の大型住宅団地「黒松」への入居が開始[19]。
- 1970年（昭和45年）
  - 8月12日 - 西條八十が死去。
  - 9月22日 - 仙台市が「公害市民憲章[20]」を制定。同憲章に「杜の都」と記されて以降、市は同表記を公文書における統一表記として使用。

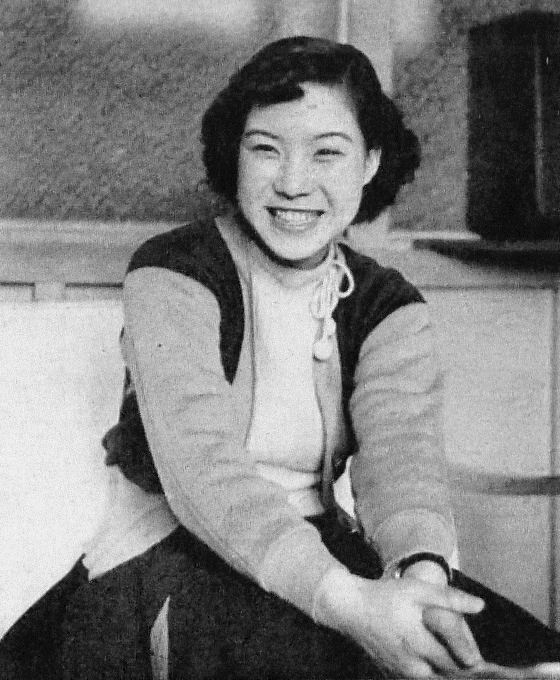
島倉千代子（1974年盤歌唱）

- 1974年（昭和49年）7月1日 - 島倉千代子（当時36歳）が歌う『ミス仙台』[※ 13]が発売。歌詞カード上の表記は「森の都」[5]。B面の「七夕おどり」は仙台七夕祭り協賛会、（株）河北新報社、東北放送（株）協賛。
- 1978年（昭和53年）
  - 5月5日 - さとう宗幸（当時29歳、仙台市在住）が歌う「青葉城恋唄」が発売。歌詞カード上の表記は「杜の都」。
  - 6月12日 - 宮城県沖地震発生。これを機に「青葉城恋唄」が売上枚数110万枚の全国的大ヒットとなり、仙台のご当地ソングとみなされるようになる。
- 1979年（昭和54年） - すがいかよ（日本コロムビア専属歌手・仙台在住）が歌う『ミス仙台』が「すがいかよ全曲集」（コロムビア、CD盤）に収録された。
- 1989年（平成元年）
  - 4月1日 - 仙台市が政令指定都市に移行。
  - 8月18日 - 古関裕而が死去。
- 2005年（平成17年） - 美波京子（演歌歌手・岩沼在住）が歌う『ミス仙台』（コロムビア、カセットテープ）が発売された。
- 2011年（平成23年）
  - 3月11日 - 東北地方太平洋沖地震（東日本大震災）発生。
  - 8月16日 - 二葉あき子が死去。
- 2013年（平成25年）
  - 6月18日 - 綾華（演歌歌手・登米出身）が歌う『ミス仙台』[※ 14]（インディーズ、シングルCD盤）が発売された。
  - 11月8日 - 島倉千代子が死去。

## 「ミス○○」
英語において、未婚女性の姓に冠する敬称 Miss（ミス）は、ミス・アメリカ（1921年開始）のように地名・職業名・年号などに冠するとミスコンテスト（美人コンクール）の優勝者の意味にもなる。しかし、昭和初期の日本では、ミスコンテストとは関係なく、レーベル名にミスを冠した歌手や地名にミスを冠した新民謡（流行歌）があった。
1931年（昭和6年）、日本で録音された最初のラテン音楽「南京豆売り」（ビクター）が発売されるが、同曲は覆面歌手の鉄仮面こと作間毅が歌った。1932年（昭和7年）になると、覆面歌手の金色仮面（ゴールデン・マスク）こと小林千代子が「ミス東京」（ビクター）を発売し、大和屋花一は「ミス南地」（コロムビア）を発売した。ビクターの覆面歌手が大いに注目され人気を博したことから、コロムビアも1933年（昭和8年）に覆面歌手のミス・コロムビアこと松原操を、タイヘイレコードも1935年（昭和10年）に覆面歌手のミス・タイヘイこと奥田英子をデビューさせた。1936年（昭和11年）春にコロムビア専属となった二葉あき子は、同年『ミス仙台』、翌1937年（昭和12年）には「ミス東北」と「ミス秋田」（いずれもコロムビア）を発売している。
一方、仙台市の（特に仙台七夕まつりの）観光振興のための親善大使を、仙台商工会議所が公募してミスコンテストのような形式で選出してきた。戦後占領期が終わった1953年（昭和28年）から20年間は、「ミス織姫」「ミス七夕」「ミス観光」といった名称で未婚女性が選出された。オイルショックを機に中断されていたが、仙台市が政令指定都市移行に向けて動き出した1986年（昭和61年）に「ミス仙台」との名称で復活した。ジェンダーフリー等を意識して、2004年（平成16年）からは「せんだい・杜の都親善大使」との名称になり、応募資格に婚姻歴制限や性別制限が無くなった。

## 歌詞に描かれた仙台

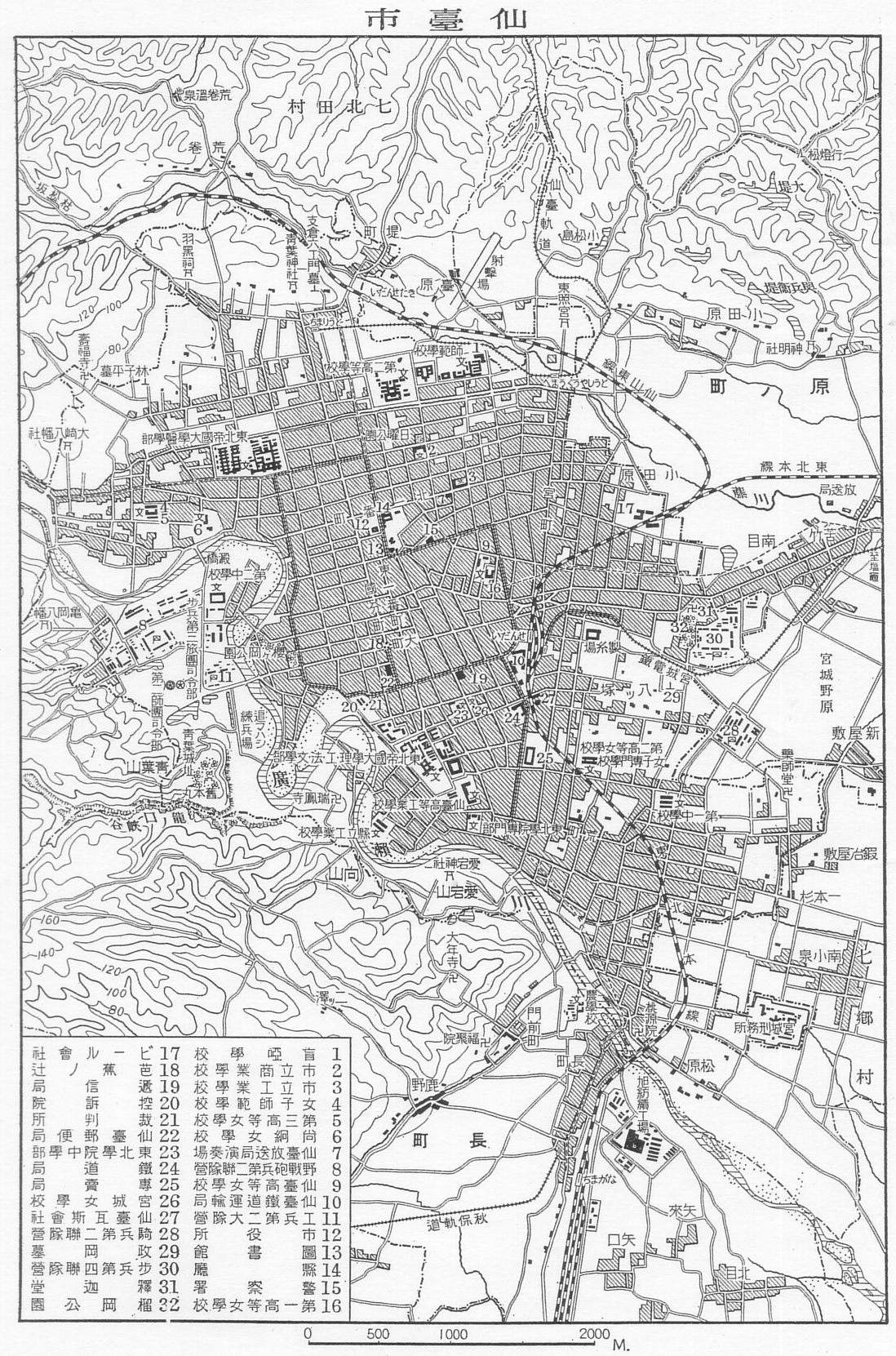
1927年（昭和2年）頃の仙臺市および近郊地図。仙台市電の環状線、芭蕉の辻線、および、荒町まで敷いた長町線が実線で図示されている。その他の計画路線は点線で表されている。なお、建設中の仙山東線も実線で図示されている。

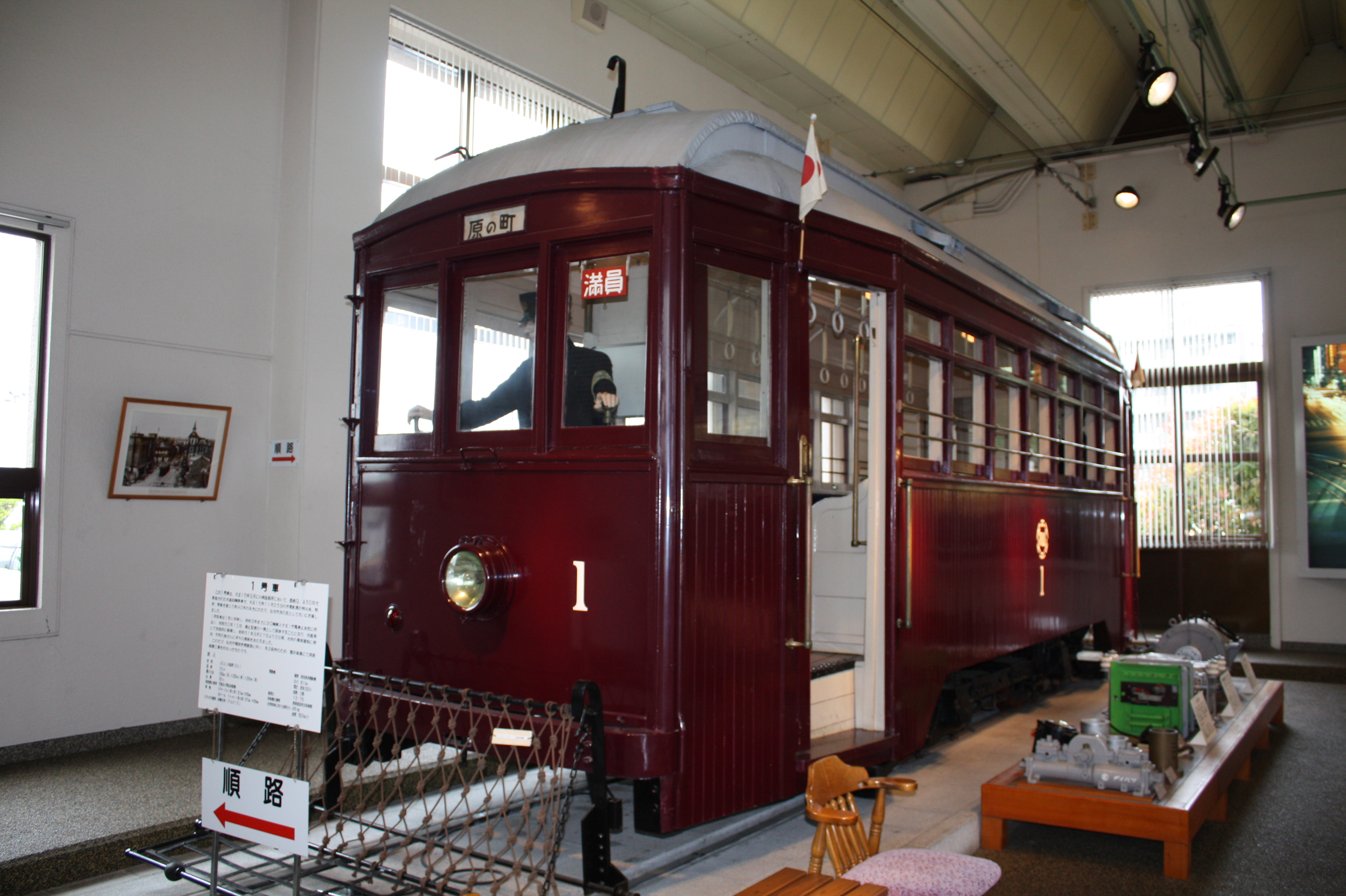
1926年（大正15年）開業の仙台市電の1号車（保存車両）

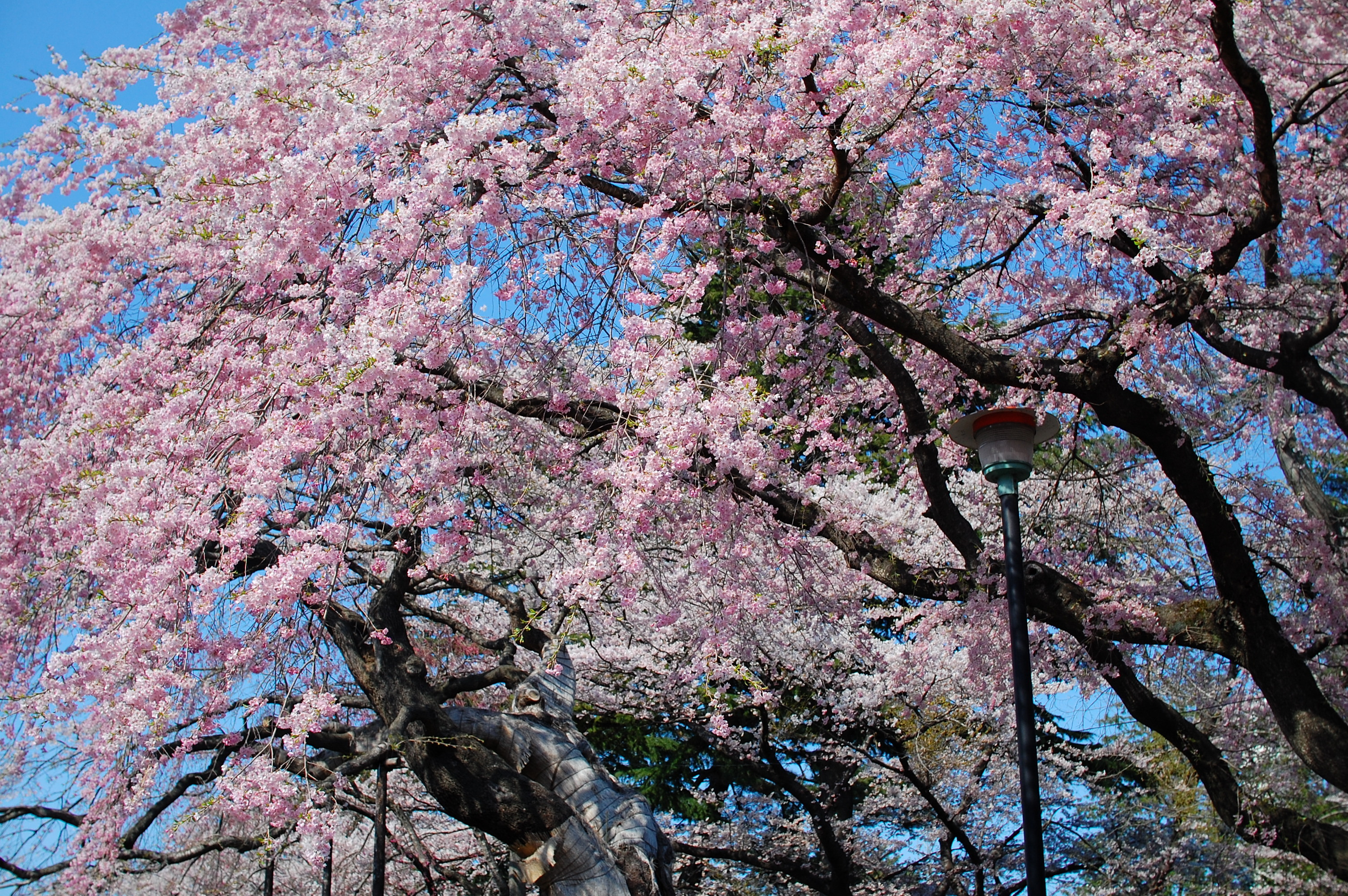
榴岡公園の八重紅枝垂
（2010年4月25日撮影）

森の都 / 杜の都
2008年（平成20年）時点で見つかっている文献によれば、仙台を「森の都」と初めて記したのが1909年（明治42年）、「杜の都」と初めて記したのが1916年（大正5年）であり、当初はどちらで表記しても良かった。
『ミス仙台』の歌詞カードでは、1936年（昭和11年）発売の二葉あき子のシングル、1962年（昭和37年）発売の（二代目）コロムビア・ローズのシングル、1974年（昭和49年）発売の島倉千代子のシングルにおいて「森の都」の方を使用している。
「杜の都」は、1970年（昭和45年）に仙台市が公文書において表記統一し、1978年（昭和53年）にさとう宗幸が歌ったヒット曲「青葉城恋唄」の歌詞カードで用いられたことで広く普及した。そのため現在では、『ミス仙台』の歌詞も「杜の都」と表記される場合がある。
|    | 1935年（昭和10年）国勢調査人口 | 1935年（昭和10年）国勢調査人口 | 1935年（昭和10年）国勢調査人口 | 1935年（昭和10年）国勢調査人口 | 最新推計人口 | 最新推計人口 | 最新推計人口 | 最新推計人口 |
|    | 全国                           | 全国                           | 東北地方                       | 東北地方                       | 全国         | 全国         | 東北地方     | 東北地方     |
| -- | ------------------------------ | ------------------------------ | ------------------------------ | ------------------------------ | ------------ | ------------ | ------------ | ------------ |
| 1  | 東京市 ※                       | 5,875,667人                    | 仙台市 ※                       | 219,547人                      | 東京23区 ※   | 9,930,738人  | 仙台市 ※     | 1,094,395人  |
| 2  | 大阪市 ※                       | 2,989,874人                    | 青森市 ※                       | 93,414人                       | 横浜市 ※     | 3,774,447人  | いわき市     | 314,746人    |
| 3  | 名古屋市 ※                     | 1,082,816人                    | 山形市 ※                       | 69,931人                       | 大阪市 ※     | 2,808,123人  | 郡山市       | 317,155人    |
| 4  | 京都市 ※                       | 1,080,593人                    | 盛岡市 ※                       | 69,130人                       | 名古屋市 ※   | 2,335,144人  | 秋田市 ※     | 293,708人    |
| 5  | 神戸市 ※                       | 912,179人                      | 八戸市                         | 62,210人                       | 札幌市 ※     | 1,956,431人  | 盛岡市 ※     | 279,006人    |
| 6  | 横浜市 ※                       | 704,290人                      | 秋田市 ※                       | 60,646人                       | 福岡市 ※     | 1,666,217人  | 福島市 ※     | 269,836人    |
| 7  | 広島市 ※                       | 310,118人                      | 郡山市                         | 54,709人                       | 神戸市 ※     | 1,488,568人  | 青森市 ※     | 257,738人    |
| 8  | 福岡市 ※                       | 291,158人                      | 米沢市                         | 50,448人                       | 川崎市       | 1,556,975人  | 山形市 ※     | 238,370人    |
| 9  | 呉市                           | 231,333人                      | 福島市 ※                       | 48,484人                       | 京都市 ※     | 1,434,956人  | 八戸市       | 210,786人    |
| 10 | 仙台市 ※                       | 219,547人                      | 若松市                         | 46,119人                       | さいたま市 ※ | 1,354,672人  | 弘前市       | 158,034人    |
| 11 | 長崎市 ※                       | 211,702人                      | 弘前市                         | 46,014人                       | 広島市 ※     | 1,175,891人  | 石巻市       | 130,343人    |
| 12 | 八幡市                         | 208,629人                      | 鶴岡市                         | 37,224人                       | 仙台市 ※     | 1,094,395人  | 大崎市       | 119,934人    |
| 13 | 函館市                         | 207,480人                      | 釜石町                         | 36,230人                       | 千葉市 ※     | 986,866人    | 鶴岡市       | 113,686人    |
| 14 | 静岡市 ※                       | 200,737人                      | 石巻市                         | 33,530人                       | 北九州市     | 902,768人    | 会津若松市   | 110,048人    |
| 15 | 札幌市 ※                       | 196,541人                      | 酒田市                         | 31,866人                       | 堺市         | 804,388人    | 一関市       | 102,372人    |
| 16 | 熊本市 ※                       | 187,382人                      | 内郷村                         | 29,917人                       | 新潟市 ※     | 761,771人    | 奥州市       | 105,042人    |
| 17 | 横須賀市                       | 182,871人                      | 塩竈町                         | 29,364人                       | 浜松市       | 770,852人    | 酒田市       | 92,912人     |
| 18 | 鹿児島市 ※                     | 181,736人                      | 能代港町                       | 25,756人                       | 熊本市 ※     | 736,290人    | 花巻市       | 87,773人     |
| 19 | 和歌山市 ※                     | 179,732人                      | 平町                           | 25,741人                       | 相模原市     | 722,735人    | 北上市       | 91,707人     |
| 20 | 佐世保市                       | 173,283人                      | 白河町                         | 22,831人                       | 岡山市 ※     | 710,339人    | 横手市       | 77,647人     |
月に棹さす廣瀬川
穏やかな水面に映る月に、船頭が棹を差して小船（あるいは筏）を操る姿を表現している。
名取川水系の広瀬川では上流域で切り出した燃料用の木材を流して、仙台市中心部に近い中流域で陸揚げする流木を、江戸時代には仙台藩の管轄下で、明治維新後は民間企業が行っており、広瀬川上流域からの流木は大橋東詰付近（現・西公園）で、名取川上流域からのそれは木流堀を経由して広瀬川の宮沢橋西詰付近で陸揚げしていたが、大正期より大口需要先である公的機関（第2師団・役所・学校など）が薪から石炭や亜炭（仙台市の亜炭）へとエネルギー革命を実施したため、『ミス仙台』が創作された昭和10年代に終焉を迎えている。また渡し船も当時、名取川中下流域の鈎取・中田・閖上などでは見られたが、仙台市中心部周辺では架橋が進んだため既に廃れていた。
一方、牛越橋から広瀬橋までの両岸には当時、旧・仙台藩家臣の屋敷跡等を利用した料亭・偕行社・公園・学校が多数あったため、その客らが舟遊びをした様子を表現した可能性がある。奥山無門の「第二師団遠望の図」（1917年（大正6年）頃）には、大橋付近にて、船頭が棹を差して進めている船（6人程度乗船）が2艘描かれている。
なお、新拾遺和歌集に藤原隆信の和歌「明けぬとや 釣する舟も 出ぬらん 月に棹さす しほがまのうら」がある。
夏の祭は七夕に
江戸時代の仙台の七夕は、（旧暦）7月6日夕方に七夕を飾り、翌（旧暦）7月7日朝に広瀬川などでその飾りを流す（七夕流し）という形で定着していた。
明治改暦後も旧暦で行われたが、七夕流しの風習は廃れ、その一方で肴町（魚問屋の集積地）や遊廓で仕掛け物や豪華な七夕飾りが生まれた。1910年（明治43年）以降は、新暦の月遅れ（8月6日・7日）で行われるようになった。
1926年（大正15年）8月6日、市中心部に位置する各商店街が協力して、不景気を払拭しようと「七夕祭連合大売出し」を開催したところ、道を埋め尽くすほどの人出が見られ大盛況となった。これが「商店街七夕」の端緒であり、翌年も同様な形で開催された。そして1928年（昭和3年）、東北産業博覧会の関連行事として「第1回全市七夕飾りコンクール」が行われると七夕飾りはさらに豪華絢爛となった。仙台を代表する祭は、江戸時代には仙台東照宮の祭礼「仙台祭」、明治・大正期には青葉神社の祭礼「青葉祭」や年末年始の「歳の市」等だったが、飾り付けの豪華さも人出も年々上昇していった「仙台七夕」が『ミス仙台』が創作された1936年（昭和11年）頃までにはその地位に上り詰めていた。
しかし、1937年（昭和12年）7月7日の盧溝橋事件を発端として支那事変（日中戦争）が進行すると、同年を最後に仙台七夕は行われなくなった。終戦翌年の1946年（昭和21年）8月6日・7日、小規模ながら仙台七夕は復活開催された。翌1947年（昭和22年）、昭和天皇の東北巡幸に合わせて8月5日から3日間の日程で開催された。このとき市内には5000本の竹飾りが飾られ、戦前には見られなかった大きな薬玉も登場するなど、量と質で大きな変化を見せた。1954年（昭和29年）以降は現在のように8月6日・7日・8日の3日間の日程で開催され、全国から観光客が集まる「観光七夕」として発展している。
ネオン色めく一番町　三味の音いろも泣きぬれて
| 業種                            | 軒数  | 逓昇 変圧器数 |
| ------------------------------- | ----- | ------------- |
| カフェー・喫茶店                | 34 軒 | 111 台        |
| 製菓会社広告用 ビール会社広告用 | 10 軒 | 021 台        |
| 楽器店                          | 05 軒 | 07 台         |
| 菓子店・パン店                  | 05 軒 | 06 台         |
| 食堂・料理店                    | 04 軒 | 07 台         |
| 呉服店                          | 03 軒 | 024 台        |
| 薬局                            | 03 軒 | 07 台         |
| 洋品店                          | 03 軒 | 03 台         |
| 食料品店                        | 02 軒 | 03 台         |
| ラヂオ電気商                    | 02 軒 | 03 台         |
| 金物店                          | 01 軒 | 02 台         |
| 活動常設館                      | 01 軒 | 02 台         |
| その他                          |       |               |

江戸時代の仙台城の城下町の中心地は、仙台城（青葉城）大手門から城下町を通って塩竈・松島・石巻・三陸海岸へと続く東西道（塩竈街道/石巻街道/金華山街道/気仙道）と、江戸（現・東京）から蝦夷地（現・北海道）までを結ぶ南北道（奥州街道）とが交差する芭蕉の辻である。芭蕉の辻を構成する町丁は、東と西が大町4丁目、北が国分町、南が南町である。
1887年（明治20年）、日本鉄道（現・JR東日本東北本線）が仙台区（現・仙台市）まで開通すると、芭蕉の辻と仙台駅との間にある大町5丁目（現・マーブルロードおおまち）、新伝馬町（現・クリスロード）、名掛丁（現・ハピナ名掛丁）が繁華街（商店街）化していった（3町丁を合わせて現・中央通り）。
奥州街道（国分町および南町）の東側を並走する東一番丁（現・一番町）は、明治期に侍町から商業地へと変化し始め、勧工場・活動写真館・劇場・飲食店などの集積が進んで歓楽街（盛り場）となった。しかし、大正末期に開業した仙台市電の電停が東一番丁付近に設置されたことや、東一番丁の南部に藤崎百貨店が1932年（昭和7年）に、北部に三越百貨店仙台支店がその翌年に開業したことにより、国分町および南町に取って代わって市内随一の繁華街（商店街）へと成長していった。すなわち、『ミス仙台』が創作された1936年（昭和11年）当時の東一番丁（現・一番町）は、歓楽街（盛り場）から繁華街（商店街）への転換期にあたる。当時の東一番丁は、1930年代に一般商店等でも使われるようになったとは言え、元々カフェーの装飾用だったネオンサインに彩られ、西から接続する虎屋横丁には料亭や芸者置き場もあって三味線の音色もありふれていた。
| 順 | 積雪量 | 観測日         |
| -- | ------ | -------------- |
| 1  | 41 cm  | 1936年2月9日   |
| 2  | 37 cm  | 1932年2月26日  |
| 3  | 35 cm  | 2014年2月9日   |
| 4  | 34 cm  | 1935年1月1日   |
| 4  | 34 cm  | 1974年1月22日  |
| 4  | 34 cm  | 1976年12月25日 |
| 5  | 33 cm  | 1936年1月26日  |
| 5  | 33 cm  | 1977年1月1日   |
| 6  | 32 cm  | 1974年2月8日   |
| 7  | 30 cm  | 1980年12月14日 |

雪に埋もるる北の國
仙台管区気象台における「月最深積雪」を見ると、1936年（昭和11年）1月26日に33cm、2月9日に41cmを観測しており、その年の6月に『ミス仙台』が創作されている。因みに、4年前の1932年（昭和7年）2月26日に37cm、前年の1935年（昭和10年）1月1日に34cmと、『ミス仙台』が創作される前の1930年代に上位がきている。
なお、現在の仙台管区気象台の「積雪の深さ最大」の平年値（1981年〜2010年の30年平均値）は、10日分を積算した旬ごとの値でも2月上旬の8cmが最大である。
枝垂櫻の春
『ミス仙台』が創作された1936年（昭和11年）当時、宮城県内の名勝は日本三景の「松島」、仙台市内で唯一指定された「榴ヶ岡の桜」、紅葉で有名な「鳴子峡」の計3つのみだった。
「榴ヶ岡の桜」は、仙台藩第4代藩主・伊達綱村が枝垂桜などを1000本余り植えた「桜の馬場」（現・榴岡公園）に由来するが、1924年（大正13年）の名勝指定当時は彼岸桜と枝垂桜の両種により占められており、特に遠藤庸治・初代仙台市長が明治期に広めた八重紅枝垂は現在も榴岡公園を彩っている。すなわち、染井吉野が現在ほど広まっていなかった当時は、榴ヶ岡の「枝垂桜」が仙台に春の訪れを告げていた。

### 画像
1930年頃の仙台の画像を以下に列挙する。

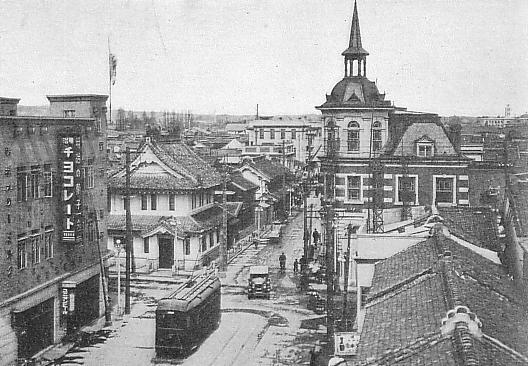
芭蕉の辻と仙台市電（1930年頃撮影）
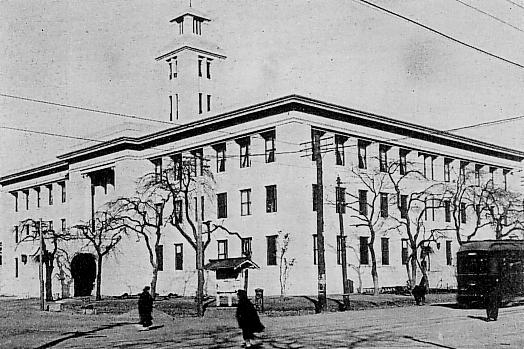
仙台市役所（1929年（昭和4年）竣工）
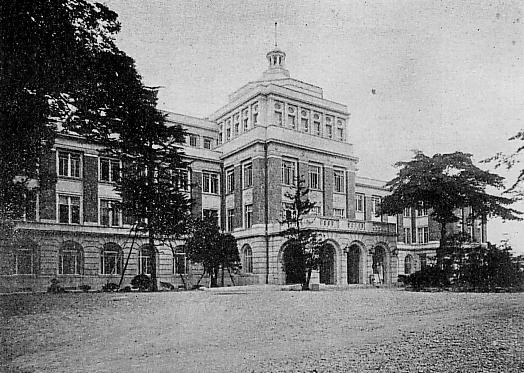
宮城県庁舎（1931年（昭和6年）竣工）
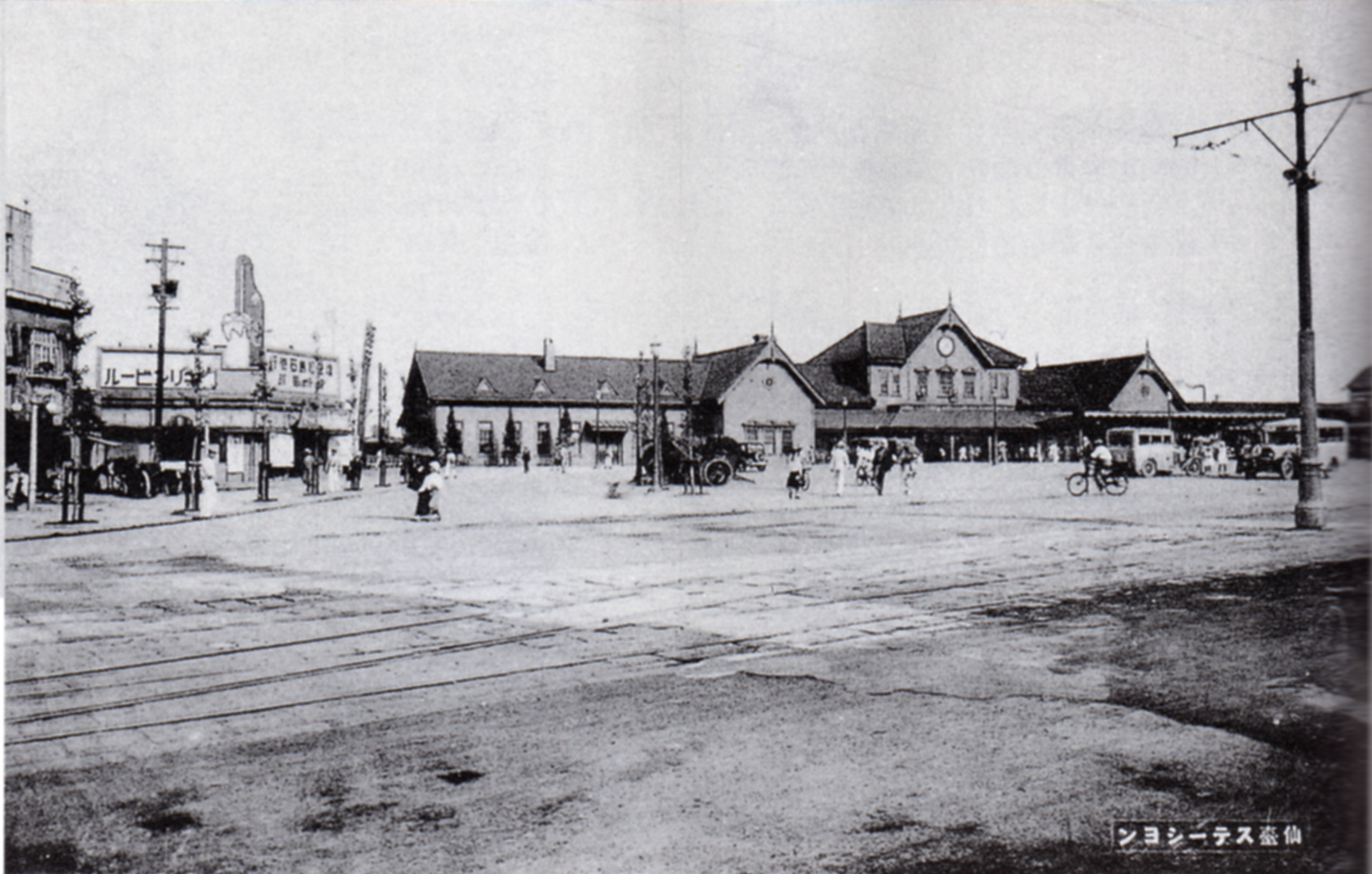
宮城電気鉄道・仙台駅舎（左）と鉄道省・仙台駅舎（右）の手前を仙台市電の軌道が横切る
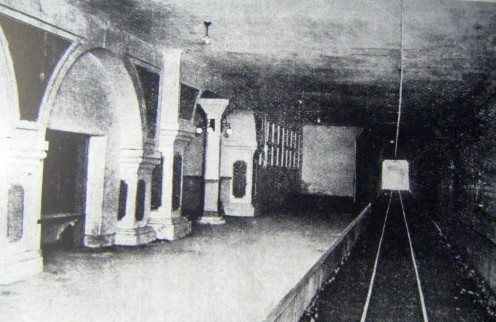
宮城電気鉄道・仙台駅の地下ホーム（1925年（大正14年）開業）
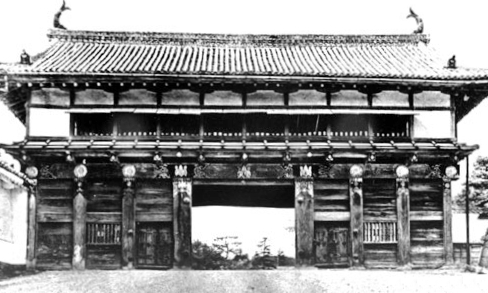
1931年（昭和6年）に国宝に指定された仙台城大手門
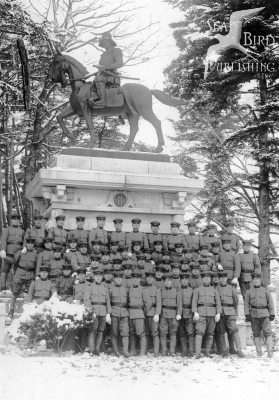
1935年（昭和10年）5月の伊達政宗公300回忌記念事業で設置された伊達政宗騎馬像

## 仙台小唄
「仙台小唄」には同名異曲が4曲知られている。『ミス仙台』にとって「仙台小唄」は通称であるが、同曲以外は「仙台小唄」が正式な曲名。
| 経緯                                                          | 歌唱       | レーベル   | 作詞       | 作曲     |
| ------------------------------------------------------------- | ---------- | ---------- | ---------- | -------- |
| 1931年（昭和6年）に発売された「仙台小唄」                     | 和歌吉歌   | タイヘイ   | 島川観水   | 大村能章 |
| 1935年（昭和10年）1月に発売された「仙台小唄」                 | 松平晃     | コロムビア | 高橋掬太郎 | 貝塚晴美 |
| 1935年（昭和10年）5月12日の河北新報ラヂオ欄掲載の「仙台小唄」 | 不明       | 不明       | 松国松翁   | 柏伊三郎 |
| 1936年（昭和11年）7月1日に発売された『ミス仙台』              | 二葉あき子 | コロムビア | 西條八十   | 古関裕而 |

## その他
- 青葉笙子

松竹映画「下田夜曲」（主演：八雲恵美子、主題歌：音丸）と日本コロムビアがタイアップして開催した歌謡コンクールで優勝し、二葉あき子が日本コロムビアから『ミス仙台』を発売したのと同年月の1936年（昭和11年）7月に、日本コロムビアの関連レーベルであるリーガルレコードからデビューした、仙台市出身の女性歌手。しばしば『ミス仙台』を歌っていたのは青葉である、と誤解されることがある。